# Luciano Pavarotti
Luciano Pavarotti (Mòdena, 12 d'octubre de 1935 - 6 de setembre de 2007), va ser un tenor emilià i un dels cantants més famosos, tant d'òpera com de música popular. Son pare era un forner amant de l'òpera que el va empènyer a iniciar estudis de cant líric, que cursà a la Scuola Magistrale, centre en el qual treballà com a professor de primària després de graduar-se. Se'l sentí per primer cop al cor de Mòdena al costat de son pare.
Debutà el 29 d'abril de 1961, com a Rodolfo a La Bohème de Puccini, al palau de l'òpera de Reggio Emilia, cosa que li feu guanyar molta popularitat. Però molta més en guanyà encara quan cantà el paper de Tonio de La Fille du régiment, de Gaetano Donizetti, amb la famosa i difícil ària dels nou dos de pit que el feu portada de New York Times.
Ha cantat amb Sting, Andrea Bocelli, Frank Sinatra, Michael Jackson, Sepultura i, inèditament, amb Caetano Veloso i el grup de rock irlandès U2. Amb els seus col·legues i amics, Josep Carreras i Plácido Domingo, formà el trio Els Tres Tenors. Ha enregistrat en disc un gran nombre d'òperes, entre les quals destaca la col·laboració amb Joan Sutherland i el director Zubin Mehta.
Durant anys consecutius, a partir de 1991, va respondre a la crida de l'organització War Child, per recaptar fons per a la construcció d'un centre de musicoteràpia a Mostar. Amb aquest fi s'organitzaren anualment concerts a Mòdena amb el títol de Luciano Pavarotti and friends, en què -a més a més- participaven altres personalitats de la música internacional, com Anastacia, i que sevien per recaptar fons per a diferents causes i beneficis per a nens i persones d'arreu del món.
Pavarotti fou molt sol·licitat en teatres d'arreu del món fins que es retirà a l'Òpera Metropolitana de Nova York el març de 2004, on interpretà el paper del pintor Mario Cavaradossi de la Tosca, de Giacomo Puccini.
El 7 de juliol de 2006 fou operat de càncer de pàncrees en un hospital de Nova York, malaltia que finalment li causà la mort la matinada del 6 de setembre de 2007.

## Biografia

Signatura.

Fill de Fernando Pavarotti, un forner cantant, i d'Adele Venturi, empleada d'una fàbrica de cigars. Luciano Pavarotti té una germana, Gabriella. Deixa quatre fills: de la seva primera dona, Adua Veroni, té tres filles (nascudes el 1962, 1964 i 1967); la seva segona esposa Nicoletta Mantovani, primera ajudant i secretària amb qui es va casar a finals de 2002, va néixer una filla el 14 de gener de 2003, Alice.
En els seus últims anys, el cantant va haver de comptar amb la seva salut cada vegada més fràgil. Ja operat d'un tumor el juliol de 2006, hospitalitzat de nou el 9 agost de 2007, va morir la nit del 6 de setembre d’un càncer de pàncrees al seu xalet de Mòdena on volia tornar.
El seu funeral es va celebrar el 8 de setembre a la catedral de Mòdena amb la presència de 800 persones, que van des de familiars propers fins a nombroses personalitats, incloent funcionaris, com el president del consell Romano Prodi, el vicepresident Francesco Rutelli, els ministres. Ricardo Franco Levi, Arturo Parisi, Giulio Santagata i Serafino Zucchelli, l'alcalde de Mòdena George Pighi i el president de la regió d’Emília-Romanya, Vasco Errani, l'ambaixador dels Estats Units Ronald Déshabilles, l'ambaixador de Mònaco Philippe Blanchi, antic secretari general de l'ONU Kofi Annan, el director general de la FAO, Jacques Diouf, el secretari d'estat del Vaticà, el cardenal Tarcisio Bertone, i cantants com els seus amics, Bono i The Edge del grup U2, Caterina Caselli, Jovanotti, Luciano Ligabue, Gianni Morandi i Zucchero, el tenor Andrea Bocelli, la soprano Mirella Freni, a la qual cal afegir el director Franco Zeffirelli, la ballarina Carla Fracci i el director de la Metropolitan Opera de Nova York Joe Volpe.
Diverses personalitats, entre altres el príncep Albert II de Mònaco i la soprano Montserrat Caballé, van enviar corones de flors per ser col·locades a la catedral. La cerimònia ha estat presidida per l'arquebisbe Benito Cocchi, que ha llegit notablement un missatge del Papa. La soprano búlgara Raina Kabaivanska, visiblement emocionada, va interpretar l'Ave Maria de Giuseppe Verdi. Al final del servei, Andrea Bocelli va entonar l'Ave verum corpus de Mozart. Altres oracions sobre textos litúrgics van ser cantades durant el servei religiós (incloent-hi el Panis angelicus de César Franck).

## Carrera

### Dècada del 1960-1970
La seva carrera operística va començar concretament el 29 d' abril de 1961 amb el paper de Rodolfo a La Bohème, a Emília-Romanya. A partir d'aquest triomf, Luciano Pavarotti va començar a fer-se un nom a tot Europa. Les coses van canviar molt ràpidament quan, un vespre de 1963, se li va demanar que substituís el tenor Giuseppe di Stefano amb poca antelació: el públic de la Royal Opera House de Covent Garden (Londres) estava en estat de xoc. Luciano Pavarotti va assolir el repte de manera magistral. La Scala de Milà li va obrir les portes l'any 1965 gràcies al director d'orquestra Herbert von Karajan a qui deia que ho devia tot.
Va debutar als Estats Units el febrer de 1965 amb la Great Miami Opera al costat de Joan Sutherland. Poc després, el 28 d' abril, va debutar a La Scala de Milà amb La Bohème, i també amb Rigoletto, òpera on interpreta el Duc de Màntua, gran seductor de dones, paper que repetirà nombroses vegades al llarg de la seva carrera. Després d'una llarga gira per Austràlia, va tornar a La Scala on va afegir Tebaldo al seu repertori, el 26 de març de 1966, amb Jaume Aragall i Garriga a Romeu. El seu primer Tonio té lloc a Covent Garden el 2 de juny de 1966. El 20 de novembre de 1969, triomfa a I Lombardi alla prima crociata a Roma: també és la seva primera òpera gravada i posteriorment posada a la venda; també inclou àries de Donizetti i Verdi. Aquell any també va cantar I Puritani de Vincenzo Bellini amb Mirella Freni (Elvira) i Riccardo Muti, del qual en queda un enregistrament no oficial en directe. La seva notorietat va esclatar als Estats Units el 17 de febrer de 1972, amb La Fille du régiment, al Metropolitan Opera de Nova York. El mestre aconsegueix encadenar amb una facilitat desconcertant els nou Do aguts de la melodia. Oh!! amics meus, quin dia més festiu! Aquesta actuació li va valer disset bis, la qual cosa és excepcional en el món de l'òpera. A partir d'aleshores, aquest èxit al Metropolitan Opera va ser un referent en la carrera de Luciano Pavarotti i l'òpera es va retransmetre moltes vegades per televisió. Així la seva emissió, el març de 1977, a Live from the Met telecat . Pavarotti va guanyar, juntament amb aquest èxit, nombrosos premis Grammy i discos d'or.

### Dècada del 1980-1990
A principis dels anys vuitanta va crear El Concurs Internacional de Veu Pavarotti per a joves cantants i, al final de cada concurs, fa un recital on canta amb els guanyadors. Així, l'any 1982, va cantar en extractes de La Bohème i Un ballo in maschera. Per celebrar els seus vint-i-cinc anys de carrera, va convidar els guanyadors dels concursos a Itàlia per a un recital on va interpretar àries de La Bohème, a Mòdena i Gènova i després a la Xina va acabar aquesta gira al Gran Saló del Poble de Pequín davant de 10.000 persones i va rebre una gran ovació per les nou C agudes interpretades amb facilitat. El tercer concurs, l'any 1989, va tenir lloc amb les melodies d’L'elisir d'amore i Un ballo in maschera. El guanyador del cinquè concurs va acompanyar Pavarotti en un recital a Filadèlfia el 1997. El 1982 va fer la pel·lícula Yes, Giorgio.
 Per a Luciano Pavarotti, l'any 1990 va suposar un punt d'inflexió en el seu reconeixement internacional; comença durant la Copa del Món de Futbol de 1990 a Itàlia, la melodia Turandot de l'òpera de Puccini Turandot es converteix en l'ària oficial del campionat del món. Al llarg de la dècada del 1990, Pavarotti va actuar en nombrosos concerts a l'estranger; així, el concert de Hyde Park a Londres va atreure una audiència rècord de 150.000 espectadors. El juny de 1993, més de 500.000 espectadors i més d'un milió d'espectadors van assistir a l'espectacle del mestre en directe des de Central Park a Nova York.
Tanmateix, l'ascens a l'estrellat de Luciano Pavarotti no està exempt de reptes. Es va guanyar molt ràpidament el sobrenom de rei de les cancel·lacions: de fet, a causa de la seva salut relativament fràgil, Luciano Pavarotti va haver de cancel·lar determinades òperes. Això va causar problemes amb uns quants teatres d'òpera, com l’Òpera Lírica de Chicago.
Des de 1982, és considerat el tenor més gran de la història de l'òpera darrere d'Enrico Caruso, un altre tenor italià.

### Anys 2000

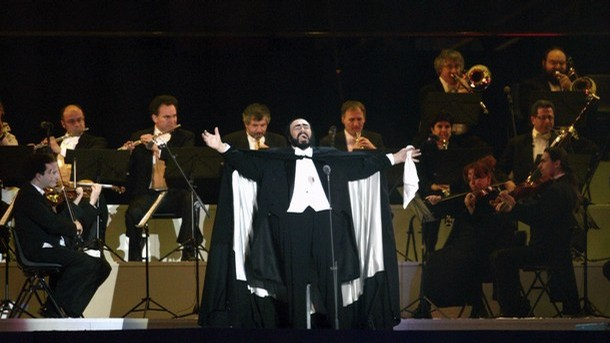
Pavarotti a la cerimònia d'obertura dels Jocs Olímpics d'hivern de 2006.

El 2002, Pavarotti es va separar de l'home que va ser el seu gerent durant 36 anys, Herbert Breslin. La separació virulenta va ser seguida, l'any 2004, de la publicació d'un llibre de Breslin titulat El rei i jo, vist per molts com una obra molt criticable . La seva capacitat per llegir música i aprendre rols, la seva conducta personal es posen en dubte. El 12 de setembre de 2005, en una entrevista amb Jeremy Paxman a la BBC, Luciano Pavarotti va rebutjar la idea que no podia desxifrar música, tot i que reconeix que a vegades li costa seguir les orquestres a l'hora d'interpretar papers.
Va rebre el Kennedy Center Honors el 2001 i actualment té dos rècords mundials: un per haver rebut més bis (és a dir, 165) i el segon, per les millors vendes mundials de discos clàssics (Concert dels tres tenors, disc compartit amb Plácido Domingo i Josep Carreras).
Pavarotti va començar la seva gira de comiat l'any 2004, als 69 anys, cantant, per darrera vegada al món, les àries d'òpera més famoses i precioses. En aquesta ocasió, va cantar per última vegada a París al Palais omnisports de Paris-Bercy. Pavarotti va donar la seva darrera sèrie d'espectacles operístics al Metropolitan Opera amb tres vetllades el 13 de març de 2004. Està debilitat però el cantant encara és capaç de bells matisos i rep dotze minuts d'ovació en el paper del pintor Mario Cavaradossi (Tosca de Puccini). L'1 de desembre de 2004, la gira s'interromprà per problemes de salut del tenor i no es reprendrà mai.
El 10 de febrer de 2006, Pavarotti va interpretar Nessun Dorma (reproducció a la cerimònia d'obertura dels Jocs Olímpics d'hivern de 2006 a Torí, Itàlia. Estava molt afeblit a causa de greus problemes de salut i va morir l'any següent, al setembre de 2007, d'un càncer de pàncrees devastador. Per a aquesta darrera aparició pública a l'escenari, ha de baixar l'obra un semitò. En conseqüència, aquesta darrera actuació és molt emotiva i rep la major ovació de la nit, per part d'un públic d'arreu del món.

## Col·laboracions

### Els tres tenors
El 7 de juliol de 1990 Pavarotti es va unir als tenors Plácido Domingo i Josep Carreras per formar els Tres Tenors en motiu del Mundial de Futbol que té lloc a Itàlia aquell any. Els tres tenors interpreten, davant de les antigues termes de Caracal·la a Roma, les àries d'òpera més famoses del repertori, sota la direcció del director Zubin Mehta.
L'any 1994, els tres tenors es van tornar a trobar, de nou pel Mundial de Futbol, aquesta vegada a Los Angeles, davant de més d'un milió d'espectadors, també sota la batuta del director d'orquestra Zubin Mehta.
Per tercer Mundial consecutiu, el de França 1998, els Tres Tenors es van tornar a trobar, amb la Torre Eiffel com a lloc escollit pel concert, en un escenari dissenyat pel productor Tibor Rudas i sota la direcció del pianista i director d'orquestra James Levine. El concert va ser retransmès en directe per televisió davant d'un públic de dos mil milions d'espectadors repartits a tot el món.

### Pavarotti i amics
L'activitat de Pavarotti no es limita als concerts dels Tres Tenors. Luciano Pavarotti dedica gran part del seu temps als concerts benèfics i accions humanitàries. Així, del 1992 al 2002, trobem fins a set concerts de caràcter humanitari anomenats Pavarotti & Friends, en directe des de la Piazza Grande de la seva ciutat natal, Mòdena. El Concert per a Cambodja i el Tibet el 6 juny 2000, organitzat per l’Oficina del Tibet a Ginebra i Chungdak Koren per a la part tibetana va ser inaugurat pel 14è Dalai Lama i Luciano Pavarotti, i va recaptar 1 milió de dòlars nord-americans per als nens tibetans.
Aquests últims concerts no només tenen un significat benèfic, sinó que també permeten a Pavarotti expressar-se en un camp diferent del seu: la varietat; ha cantat amb els artistes més reconeguts, Mariah Carey, Jon Bon Jovi, Brian May, Eric Clapton, Bono, Elton John, Lou Reed, Céline Dion, Joe Cocker, Sting, James Brown, Spice Girls, Barry White i Eurythmics per només esmentar-los: en total, més d'un centenar de cantants, de totes les procedències (jazz, gospel, rap, varietat, i per descomptat, òpera). A través d'aquests concerts, Pavarotti va portar algunes de les millors àries d'òpera a milions de persones per primera vegada. Reconeixem així el mèrit d'haver estat un dels primers a aconseguir popularitzar l'òpera al gran públic.
Aquests concerts són també per a Pavarotti una invitació al món exterior per venir a la seva ciutat natal, transformada, segons la seva expressió, en Hollywood italià.

### Pavarotti i sepultura
La banda alemanya de heavy metal divertit J. b. O. va fer una versió del tema Roots, Bloody Roots de Sepultura, començant-la amb una veu de tenor, després traslladant-la, a l'estil duet, a un final de rock dur. Aquesta peça sovint s'atribueix erròniament a Pavarotti and Friends.

## Alguns detalls de la seva vida
Tot i que molta gent atribueix l'èxit de Pavarotti a les seves afortunats estrelles, també podem observar que la seva vida sovint estava marcada per obstacles. A partir dels dotze anys, Luciano Pavarotti va estar a prop de la mort: havia contret tètanus i va estar en coma. Quan relata aquesta anècdota, diu que quan va recuperar la consciència va sentir parlar al voltant del seu llit. Van dir que ja havia rebut els darrers sagraments tres vegades, que el capellà tornaria l'endemà, però que, segons els metges, no sobreviuria a la nit.
Després hi havia tots els seus problemes de pes que sovint el molestaven. Tenia sobrepès des dels trenta anys, fet que l'obligava a seguir constantment dietes a base d'aigua mineral i fruita. Aquestes condicions sovint li causaven problemes de salut. Així, va haver de sotmetre's a operacions de genoll i esquena en diverses ocasions.
Luciano Pavarotti era conegut per ser un molt bon cuiner i quan vam parlar amb ell de menjar va dir que tot ho deia a la seva infantesa i en particular a la seva mare. A més, per l'anècdota, quan Luciano Pavarotti anava als hotels, demanava empaquetar el menjar que no havia consumit. Quan se li recordava això, descrivia aquesta reacció com generalment de pobres.
La superstició també és una creença que va ocupar part de la vida de Luciano Pavarotti; així que, quan va veure un gat negre travessant el carrer, va intentar convèncer-se que era blanc. Els seus propers han explicat sovint als mitjans de comunicació que, quan Pavarotti va arribar a l'escenari, tenia un clau doblegat a la butxaca que abans havia trobat a l'escenari o dels tramoistes.
Tenia una altra passió: cavalls i equitació. Genet fins que es va considerar massa gras, va crear una escola privada d'hípica, el Club Europa. A més, va organitzar una important competició internacional de salt d'obstacles d'alt nivell, el Pavarotti international CSIO San Marino, que es va celebrar durant més de deu anys (1991 a 2001) a la seva propietat de Mòdena.
Finalment, un element essencial: la seva bufanda. Sens dubte és l'eina de treball que li importava més perquè, per a ell, aquesta bufanda formava part de la seva vida des dels inicis de la seva carrera. Així doncs, va acompanyar el mestre a totes les actuacions.
Carlos Kleiber, director d'orquestra, va dir d'ell: « »Quanuciano Pavarotti canta, el sol surt per tot el món».
Alguns fans de Counter-Strike probablement sabien que l'obra emesa des de la ràdio de dalt al mapa de cs_italy està extreta d'una òpera de Giuseppe Verdi, Rigoletto, Acte I, Escena II: È il Sol Dell'Anima, aquí cantat per Luciano Pavarotti.
També és conegut pel seu suport i amor incondicional a l'equip de futbol de Torí Juventus.
Va construir una escola a Guatemala per ajudar els nens orfes de la guerra civil. L'escola s'anomena Centro educativo Pavarotti i hi treballa la fundació de la premi Nobel de la Pau Rigoberta Menchú Tum